# Canal de Pereira Barreto

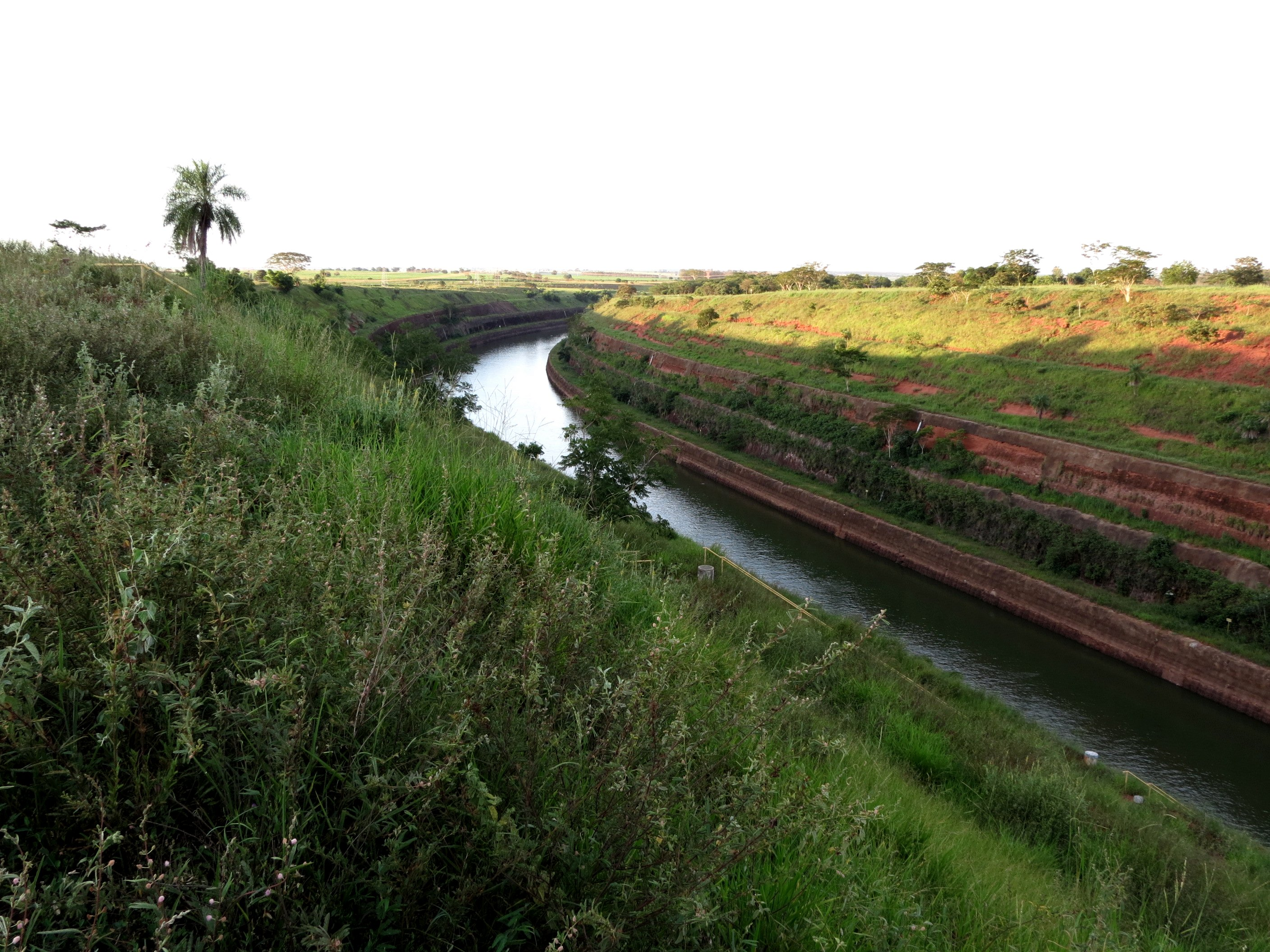
Canal de Pereira Barreto (vista parcial)

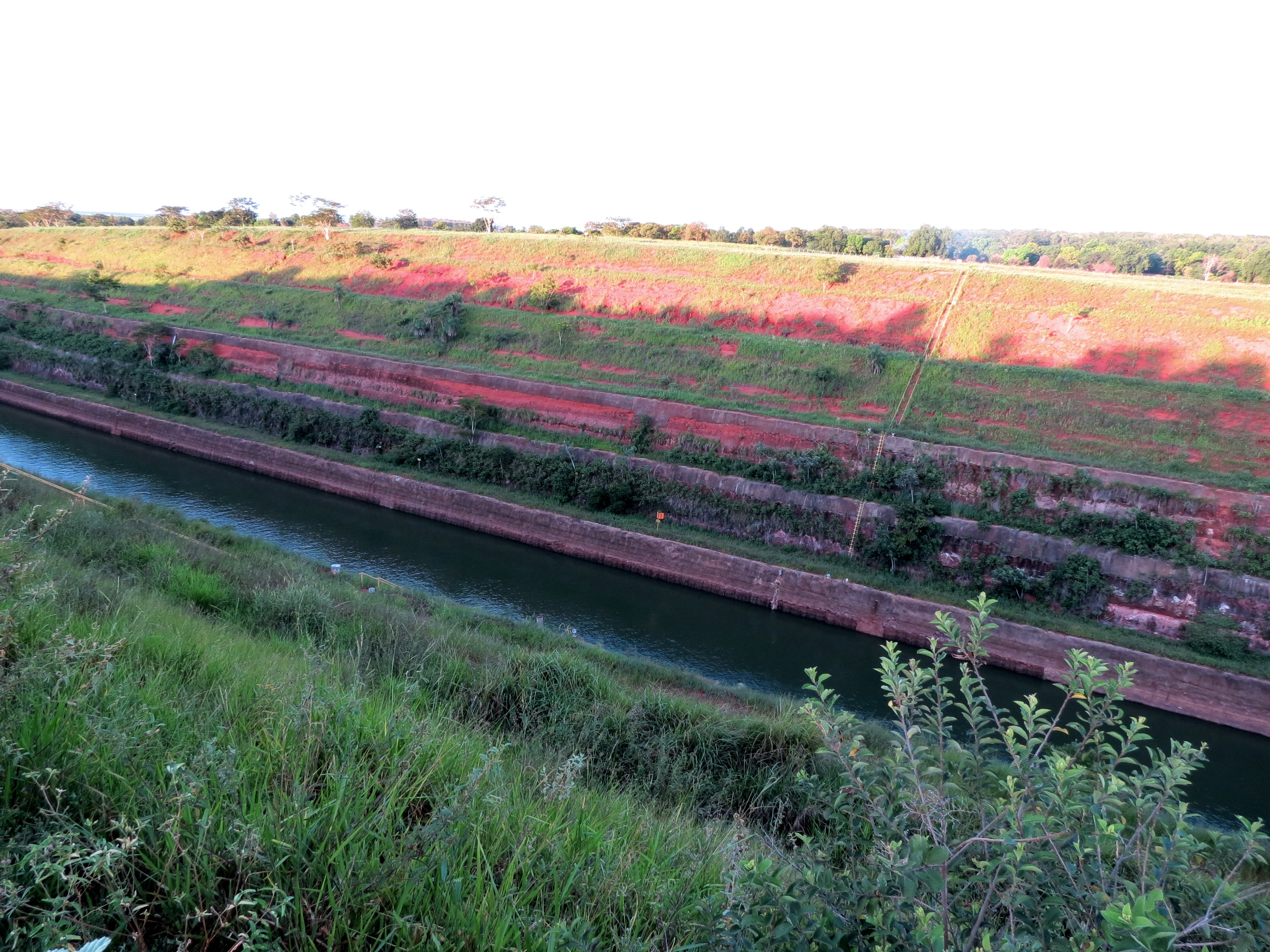
Canal de Pereira Barreto (vista parcial)

O Canal de Pereira Barreto, situado ao entorno da cidade brasileira de Pereira Barreto, no Estado de São Paulo, é considerado o maior canal artificial da América do Sul e o segundo maior canal artificial do mundo. Trata-se de um canal navegável, com 9.600 m de extensão que interliga o lago da barragem da Usina Hidrelétrica de Três Irmãos, no rio Tietê, ao rio São José dos Dourados, afluente da margem esquerda do rio Paraná e ao reservatório da Usina de Ilha Solteira, propiciando a operação de geração de energia integrada.